# Шестдобе
Шестдобе (словен. Šestdobe) је насељено место у општини Раче-Фрам, Подравска регија, Словенија.

## Историја
До територијалне реорганизације у Словенији били су у саставу старе општине Марибор. Као самостално насеље, Шестдобе постоји од 2013. године. Настала је издвајањем дела из насеља Ранче.

## Становништво
У попису становништва из 2011. године, Шестдобе је било у саставу насеља Ранче, те нема података о броју становника. Године 2016. у насељу је живело 40 становника.